# Euxoa arnoldi
Euxoa arnoldi là một loài bướm đêm trong họ Noctuidae.